# Oerlikon GAI-BO1
El Oerlikn GAI-BO1 es un cañón antiaéreo ligero, diseñado y construido en Suiza que está montado sobre un estabilizador de tres patas plegable. Debido a su peso ligero y  su capacidad para dividirse en cargas pequeñas, puede ser montar en barcos y vehículos de distintos tipos.
El GAI-BO1 consta de un cañón automático KAB de 20 × 128 mm montado en una plataforma plegable. El cañón carece de asistencia eléctrica, la elevación del cañón contrapesado se controla mediante un volante y el desplazamiento se realiza con el pie. Debido a su falta de asistencia electrónica, no puede atacar objetivos aéreos que se mueven a gran velocidad, aunque sigue siendo útil para contrarrestar aviones de observación ligera y helicópteros. Dispone de cargadores de 8, 20 y 50 ronda. Cuenta con un visor mecánico simple y sencillo con aumento de x1 para objetivos aéreos y un alcance de x3.5 para atacar objetivos terrestres. Para su uso sobre objetivos terrestre dispone de proyectiles perforantes capaces de perforar 15 milímetros (0,6 plg)     de Blindaje homogéneo laminado a 600 metros (1968,5 pies)     .

## Usuarios
Argentina
- Ejército Argentino

 México
- Ejército Mexicano